# Alexandra Bousfield
Alexandra Bousfield (10 de mayo de 2001) es una deportista británica que compite en pentatlón moderno. Ganó una medalla de oro en el Campeonato Europeo de Pentatlón Moderno de 2024, en la prueba de relevo.

## Medallero internacional
| Campeonato Europeo | Campeonato Europeo | Campeonato Europeo | Campeonato Europeo |
| Año                | Lugar              | Medalla            | Competición        |
| ------------------ | ------------------ | ------------------ | ------------------ |
| 2024               | Budapest (Hungría) | Medalla de oro     | Relevo             |